# 1523
1523 је била проста година.

## Догађаји

### Јун
- 6. јун — Густав Васа је изабран за краља Шведске, што је означио симболични крај Калмарске уније.